# Paeonia 'Cytherea'
Paeonia 'Cytherea' — ранний сорт травянистых пионов. 
Используется в ландшафтном дизайне.

## Происхождение
Сорт гибридного происхождения, информация о родителях противоречива:
Paeonia lactiflora Pall. (syn. Paeonia albiflora Pall.) × Paeonia lobata
Paeonia peregrina × Paeonia lactiflora Mill.
Paeonia lactiflora Mill. × Paeonia peregrina

## Биологическое описание
Многолетнее травянистое растение.
Высота растений средняя, около 75—90 см. Стебли прочные, не требуют поддержки. 
Листья тёмно-зелёные.
Цветки расположены близко к листьям, полумахровые, ярко-вишнёво-розовые, шаровидные, чашевидные, в солнечную погоду широко открытые. Пыльники золотисто-жёлтые. 
Предположительно триплоид.

## В культуре
Зоны зимостойкости: 2—8.
Условия культивирования см: Пион молочноцветковый.